# 솜밧 메타니
솜밧 메타니(태국어: สมบัติ เมทะนี, 1937년 6월 26일~2022년 8월 18일)는 태국의 남자 배우이다.

## 어린 시절
그는 우본랏차타니주, 태국에서 태어났다. 그의 어머니의 고향. 태어난 지 7일 만에 가족이 방콕으로 이사, 빠툼완 사판언 후아람퐁역에서 가까운 동네에 정착, 그의 아버지가 시암 왕립 철도에서 (지금은 태국 국영 철도) 일했기 때문에, 따라서 그는 암묵적으로 방콕 사람으로 간주되었다.
군대를 졸업하고 군복무를 마치고, 그는 연예에 들어가도록 설득되었다. 그가 왕부라파 지역에서 일자리를 찾고 있는 동안.

## 개인 생활과 죽음
1959년 아내 깐자나 메타니와 결혼했다. 이전에 그들은 이웃이었고 어린 시절부터 서로를 알고 있었다.
그는 2022년 8월 18일 85세의 나이로 사망했다. 여러 배우들이 SNS를 통해 고인의 가족에게 애도를 표했다. 그의 죽음은 태국 연예계에 큰 손실로 여겨진다.